# Hedåsstrand och Hedåsen
Hedåsstrand och Hedåsen är ett område i Sandvikens kommun, strax söder om Sandviken, på näset (Hedåsen) som sticker ut i Storsjön och utmed länsväg 272. Före 2015 räknades området enligt SCB som en småort, men sedan 2015 räknas bebyggelsen som en del av tätorten Sandviken.

## Hedåsbadet
I närheten av bebyggelsen finns en badplats som kallas Hedåsbadet eller bara Hedåsen. Den ligger utmed den västra sidan av länsväg 272 och sandåsen som vägen går på. Hedåsbadet har en långgrund och barnvänlig sandstrand. Här finns också en kiosk och en strandkrog som är öppen juni–augusti samt ett utegym, beachvolleyboll-bana, båtplatser och en uppställningsplats för husbilar och husvagnar. I närheten av badplatsen finns även ett antal joggingspår och strövområden. På somrarna är det en välbesökt badplats och ett populärt rekreationsområde.